# Шараф ад-Даула
Шараф ад-Даула (*бл. 960 — 988/989) — володар держави Буїдів, старший емір у 983—988/989 роках. Тронне ім'я перекладається як «Честь держави». Повне ім'я — Шараф ад-Даула Абуль аль-Фаваріс Ширділ бен Адуд ад-Даула Фанна Хосров.

## Життєпис
Походив з династії Буїдів. Старший син шахіншаха Адуда ад-Даули та тюркської наложниці. Народився близько 960 року, отримавши ім'я Ширділ (згодом додав до нього Абул аль-Фаваріс). Здобув класичну освіту, більш військову. Замолоду брав участь у походах батька. У 968 році стає номінальним намісником Керману, який було нещодавно захоплено. У 977 році супроводжував батька у військовій кампанії проти Багдаду, де згодом оселився і продовжив освіту. Проте через рік або два повернувся до провінції Керман.
На початку 980-х років вступив у конфлікт з батьком, який мав намір передати усю владу улюбленому сину Марзубану. Натомість як старший син Ширділ вважав себе єдиним спадкоємцем трону. У 983 році після смерті Адуд ад-Даули Марзубан, що став зватися Самсам ад-Даула захопив владу в Багдаду, оголосивши себе старшим еміром. З цим не погодився Ширділ, що захопив Фарс з містами Шираз та Ісфаган. Після цього взяв ім'я Шараф ад-Даула.
Усе правління тривала у боротьбі з братами: в Багдаді — Самсаном ад-Даулою, в Басрі — Тадж ад-Даулою, Хузістані — Дією ад-Даулою, в Реї — Факр ад-Даулою. Шараф ад-Даула поставив собі за мету повернути єдину державу Буїдів. Для цього було укладено союз з Саманідами. Протягом 983—985 років тривали війні з родичами. В результаті Шараф, Самсан і Фахр вважали себе шахіншахами. Останнього визнали таким Басра і Хузістан. Натомість Шарафі ад-Даулі вдалося взяти під контроль північне узбережжя Перської затоки, а потім підкорити Північний Оман на Аравійському півострові.
У 986 році війська Шарафа ад-Даули підкорили Басру та Хузістан, а невдовзі зверхність Шарафа визнав брат Самсан ад-Даула. У 987 році внаслідок розгардіяшу в Багдадському халіфаті Шараф ад-Даула прибув до Багдаду, повалив Самсана ад-Даулу, отримав від халіфа почесний титул амір аль-умара. У 988 році здійснив невдалу спробу повернути місто діарбакір, де утворилася самостійна курдська династія, проте зазнав невдачі. Після цього планував здійснити похід на Рей та в Хорасан, щоб повалити Фахр ад-Даулу, але раптово помер у 988 або 989 році від гідропесії (вид водянки). Його поховано в Куфі. Після цього почалася нова боротьба за владу.